# Santo Ambrósio da Massima (diaconia)
Santo Ambrósio da Massima (em latim: Sancti Ambrosii de Maxima) é uma diaconia instituída em 30 de setembro de 2023 pelo Papa Francisco.
Sua igreja titular é Sant'Ambrogio della Massima.

## Titulares protetores
- Claudio Gugerotti (desde 2023)